# Brillantine
Brillantine, (fr.  brillantine, afledt af brillant − glinsende),  et hårplejemiddel, som indeholdende ricinus- eller olivenolie samt  eventuelt glycerin, alkohol og parfume.
Produktets formål er at blødgøre mænds hår samt skægvækst af enhver art, for at give et glansfuldt og velsoigneret  udseende.
Hårplejemidlet blev udviklet af den franske parfume-udvikler  Edouard Pinaud omkring det tyvende århundrede, hvor det blev introduceret på Exposition Universelle i Paris i år 1900.